# FÉG 37M
La FÉG 37M es una pistola semiautomática húngara basada en un diseño de Rudolf Frommer.

## Diseño y desarrollo
Era una mejora sobre la anterior Frommer 29M. La versión que disparaba el cartucho 9 x 17 Corto fue utilizada por el Ejército húngaro, mientras que la versión que disparaba el cartucho 7,65 x 17 Browning fue suministrada a los aliados de Hungría en la Segunda Guerra Mundial. La primera era conocida en el servicio húngaro como la M1937.
La segunda, en servicio alemán durante la Segunda Guerra Mundial, era conocida como Pistole 37(u), Pistole M 37 Kal. 7,65 mm o P37. La diferencia principal entre esta y las otras variantes, es que la versión "alemana" tenía un seguro manual (que la húngara no tenía) y era marcada como "Pistole M 37 Kal. 7.65", el código de FÉG "jhv" y la fecha, junto con los marcajes del Waffenamt. Aunque fue producida bajo más presión debido a la tasa de producción con la que se produjo, seguía siendo una pistola fiable. Se fabricaron de esta forma unas 150.000 - 300.000 pistolas. Algunos modelos parcialmente terminados de posguerra, fueron también suministrados, y hubo un intento de producir el arma después de la guerra, pero no tuvo éxito.